# Jon Sass

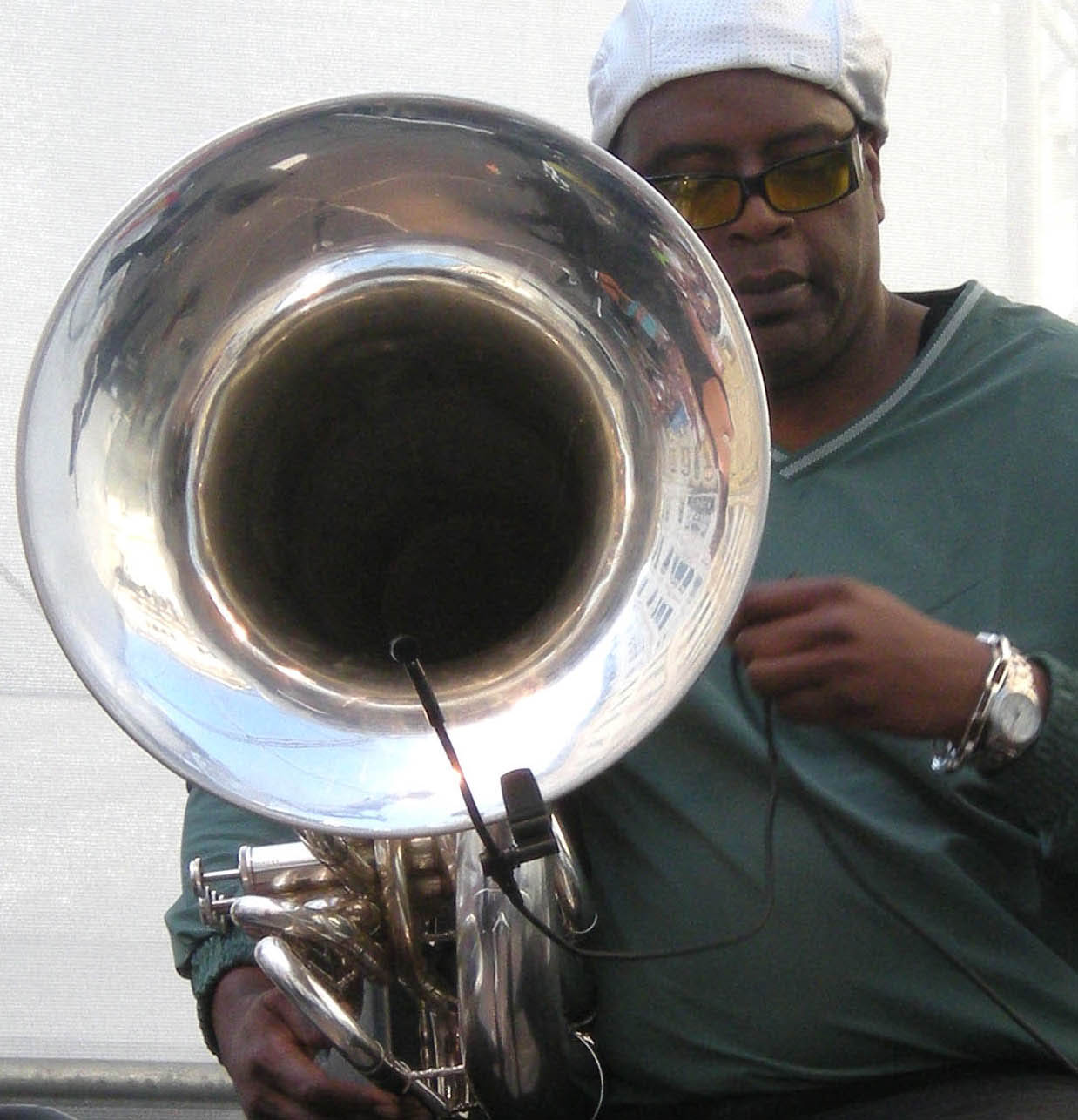
Jon Sass in Wenen, in april 2009

Jonathan Sass (New York, 1961) is een Amerikaanse tubaïst, componist en arrangeur. Hij is thuis in de jazz, klassieke muziek en blues.
Vanaf zijn veertiende studeerde Sass bij Samuel Pilafian. Ook studeerde hij bij Joe Daley. Toen hij achttien was werd hij tubaïst bij het Vienna Art Orchestra. Hij werd in de jaren erna bekend door zijn samenwerking met musici en ensembles als Hans Theessink (net als Sass woonachtig in Wenen), Heavy Tuba, Art of Brass Vienna en bijvoorbeeld Erica Stucky. In 1985 speelde hij voor het eerst mee bij plaatopnames, met het Vienna Art Orchestra. Zijn eerste solo-album verscheen pas in 2005, 'Sassified'. Sass heeft samengespeeld met onder meer Ray Anderson, Henry Threadgill, David Murray, Peter Erskine, Frank Foster en Gideon Kremer. Hij heeft zijn eigen groepen en is momenteel lid van Austria Brass Connection.

## Discografie (selectie)
- Sassified, ATS/CD Baby, 2005